# Micky Moody
Pour les articles homonymes, voir Moody.
Micky Moody (né Michael Joseph Moody le 30 août 1950 à Middlesbrough) est un musicien britannique.

## Discographie

### Tramline
- 1968 - Somewhere Down The Line
- 1969 - Moves of Vegetable Centuries

### Snafu
- 1973 - Snafu
- 1974 - Situation Normal
- 1975 - All Funked Up

### David Coverdale
- 1977 - White Snake
- 1978 - Northwinds

### Whitesnake
- 1978 - Snakebite
- 1978 - Trouble
- 1979 - Lovehunter
- 1980 - Ready an' Willing
- 1980 - Live...in the Heart of the City
- 1981 - Come an' Get It
- 1982 - Saints & Sinners

### The Moody Marsden Band
- 1992 - Never Turn Our Back on the Blues
- 1994 - live In Hell
- 1994 - The Time Is Right for Live
- 1994 - Real Faith
- 2000 - The Night the Guitars Came to Play

### En solo
- 2000 - I Eat Them For Breakfast
- 2002 - Smokestacks Broomdusters and Hoochie Coochie Men (avec Paul Williams)
- 2006 - Don't Blame Me
- 2007 - Acoustic Journeyman
- 2008 - Live and Rocking! - Live at the Hell Blues Festival 2000 (Micky Moody & Friends)
- 2009 - Electric Journeyman